# جبل إنيوا
جبل إنيوا (باليابانية: Eniwa-dake-恵庭岳) هو بركان نشط يقع في حديقة شيكوتسو تويا الوطنية في هوكايدو، اليابان. يقع مقابل جبل تاروما وجبل فوبوشي على ضفاف بحيرة شيكوتسو، وهي بحيرة كالديرا. جبل إنيوا هو أطول البراكين الثلاثة.